# Battle Tendency
Battle Tendency (jap. 戦闘潮流 Sentō chōryū) – manga autorstwa Hirohiko Arakiego, druga z części serii JoJo’s Bizarre Adventure. Ukazywała się na łamach magazynu „Shūkan Shōnen Jump” wydawnictwa Shūeisha od listopada 1987 do marca 1989. Całość została zebrana w 7 tomach. W Polsce prawa do dystrybucji serii nabyło wydawnictwo Japonica Polonica Fantastica.
Akcja rozgrywa się w Ameryce Północnej i Europie w latach 1938–39, około 50 lat po wydarzeniach z Phantom Blood. Fabuła skupia się na Josephie Joestarze i Caesarze Anthonio Zeppelim, potomkach Jonathana Joestara i Willa A. Zeppeliego z części pierwszej, którzy potrafią manipulować energią opartą na świetle słonecznym, zwaną hamonem. Wraz z mistrzynią hamonu, Lisą Lisą, Joseph i Caesar próbują powstrzymać starożytnych humanoidów zwanymi ludźmi z filaru, którzy stworzyli kamienne maski z Phantom Blood, przed zdobyciem potężnego kamienia zwanego Super Ają, który umożliwiłby im ewolucję w istoty doskonałe i przezwyciężenie ich wrażliwości na światło słoneczne.
Na podstawie mangi powstał serial anime z 2012 roku, za produkcję którego odpowiadało studio David Production.

## Fabuła
102 000 lat temu, w miejscu, które obecnie jest Meksykiem, istniała tajemnicza i potężna rasa o niewiarygodnie długiej długości życia, posiadająca zdolność absorbowania siły życiowej z roślin i zwierząt. Miała ona jednak poważną wadę – łatwo ulegała dezintegracji pod wpływem światła słonecznego, dlatego zamieszkiwała pod ziemią. Kars, żyjący pod ziemią humanoid znany jako człowiek z filaru, stworzył kamienną maskę, która zapewnia nieśmiertelność poprzez pochłanianie energii życiowej, z zamiarem przezwyciężenia słońca (które zabijało jego rasę). W wyniku tego, Kars wymordował cały swój lud, za wyjątkiem czterech osób. Ciała ludzi z filaru były już nieśmiertelne, jednak potrzebowali oni jeszcze większej mocy, by stać się istotami ostatecznymi. W 39 roku trzej ludzie z filaru, Kars, Whamm i Esidisi, przybyli do Cesarstwa Rzymskiego w poszukiwaniu doskonale oszlifowanego czerwonego kamienia Aja, znanego jako Super Aja. Opracowali style walki, aby przeciwdziałać hamonowi, energii o tych samych właściwościach co energia pochodząca ze światła słonecznego, i prawie wytępili władających nią, jednak kamień cudem im umknął. Po tym wydarzeniu ludzie z filaru zapadli w sen trwający 2000 lat.
W 1889 roku mąż Eriny Joestar, Jonathan, został zabity przez Dio Brando na statku na Oceanie Atlantyckim. Erina przeżyła i uratowała życie małej dziewczynki, której rodzice zostali zabici przez kamienną maskę. Dziewczynka, Elizabeth, została wychowana przez mistrza hamonu, Straitso, który nauczył ją korzystać z mocy i przekazał jej Super Aję. Elizabeth wyszła za mąż za syna Eriny, George’a, i mieli syna imieniem Joseph. Gdy Joseph był jeszcze dzieckiem, George został zabity przez zombie, który wmieszał się w otoczenie jako dowódca Royal Flying Corps, a jego śmierć została zatuszowana. Po zabiciu zombie w akcie zemsty, wysłano nakaz aresztowania Elizabeth. Ta uciekła wtedy i przyjęła alias Lisa Lisa. Josepha wychowała Erina, a on odziedziczył moce hamonu po Jonathanie.
Na początku serii, jesienią 1938 roku, gdy nadchodzi II wojna światowa, Joseph i Erina przeprowadzają się z Londynu do Nowego Jorku. Tymczasem były zbir, a obecnie potentat naftowy, Robert E. O. Speedwagon zaprasza Straitso do Meksyku, aby za pomocą hamonu zniszczyć śpiącego człowieka z filaru. Zamiast tego Straitso rani Speedwagona i używa kamiennej maski, aby stać się nieśmiertelnym wampirem. Straitso udaje się do Nowego Jorku, by zniszczyć Josepha i Erinę, których uważa za ostatnich ludzi wiedzących o kamiennej masce. Kiedy Joseph pokonuje Straitso, ten wyjawia mu, że człowiek z filaru zaraz się obudzi i że Joseph wkrótce go spotka. Następnie Straitso popełnia samobójstwo, przepuszczając przez siebie hamon i niszcząc tym samym swoje wampirze ciało. Zaintrygowany Joseph udaje się do Meksyku, gdzie dowiaduje się, że Speedwagon został zatrzymany przez nazistów, którzy mają zamiar zbadać człowieka z filaru, aby pomóc Adolfowi Hitlerowi w podboju świata. Joseph ratuje Speedwagona, który przeżył przebudzenie człowieka z filaru imieniem Santana, i z pomocą Rudola von Stroheima, nazistowskiego majora zranionego przez Santanę, zastawia pułapkę na Santanę i zamienia go w kamień, kierując na niego światło słoneczne odbite w studni.
Joseph i Speedwagon udają się do Rzymu, gdzie spotykają Caesara Zeppeliego, mężczyznę, który trenował hamon, aby kontynuować spuściznę swojego ojca, Mario, i dziadka, Willa. Jednakże grupa przybywa za późno, aby zapobiec przebudzeniu Karsa, Whamma i Esidisiego. Joseph wykorzystuje dumę Whamma i przekonuje go, by pozwolił mu żyć, aby stać się bardziej godnym przeciwnikiem. Zarówno Whamm, jak i Esidisi wszczepiają mu pierścienie z trucizną w aorcie i tchawicy, dając Josephowi 33 dni na zdobycie antidotum od każdego z nich.
Joseph i Caesar trenują hamon pod okiem Lisy Lisy na wyspie Air Suplena u wybrzeży Wenecji. Esidisi napada na wyspę i staje do walki z Josephem, który niszczy jego ciało i zdobywa antidotum, ale mózg Esidisiego przejmuje kontrolę nad służącą Lisy Lisy, Suzi Q, aby ukraść Super Aję i wysłać ją do Karsa i Whamma. Joseph i Caesar wspólnymi siłami uwalniają Suzi Q spod wpływu Esidisiego, ostatecznie go niszcząc. Grupa lokalizuje Karsa i Whamma w Szwajcarii. Caesar ginie w walce z Whammem jeden na jednego, zdobywając antidotum dla Josepha przed śmiercią. Joseph i Lisa Lisa konfrontują się następnie z Karsem i Whammem w sprawie Super Aji; Lisa Lisa blefuje, że posiada bombę zegarową, która zniszczy kamień. Ostatecznie Joseph zabija Whamma w walce.
28 lutego 1939 roku Kars zdobywa Super Aję i używa jej wraz z kamienną maską, aby stać się istotą doskonałą, mimo wysiłków Josepha i jego nowo poznanych sojuszników, w tym von Stroheima, by temu zapobiec. Teraz odporny na światło słoneczne i zdolny do używania hamonu, Kars pragnie jedynie zniszczyć Josepha. Joseph kradnie niemiecki samolot i próbuje rozbić go wraz z Karsem na wulkanicznej wyspie Vulcano. Choć obaj uciekają, wstrząs wywołuje erupcję wulkanu. Kars próbuje zabić Josepha przy użyciu hamonu, lecz Joseph instynktownie podnosi Super Aję, co prowadzi do kulminacji erupcji i wyrzuca ich obu wysoko na dużym kawałku skały. Kars zostaje wyrzucony w kosmos przez wulkaniczne odłamki. Próbuje wrócić na Ziemię, ale jego ciało zamarza i zamienia się w kamień. Nie mogąc zginąć, mimo że tego pragnie, dryfuje przez wieczność w kosmosie, ostatecznie przestając myśleć. Po powrocie na Ziemię Joseph zostaje otoczony opieką przez asystentkę Lisy Lisy, Suzi Q, którą później poślubia. W epilogu, osadzonym w 1987 roku, starszy Joseph leci z lotniska Johna F. Kennedy’ego do Japonii, gdzie mieszkają jego córka i wnuk, co prowadzi bezpośrednio do pierwszych rozdziałów kolejnej części, Stardust Crusaders.

## Produkcja
Ponieważ uśmiercenie głównego bohatera mangi było wówczas „bezprecedensowe”, Hirohiko Araki sprawił, że protagonista Battle Tendency będzie wyglądać bardzo podobnie do Jonathana z części pierwszej, ale będzie miał bardziej awanturniczy i konfrontacyjny charakter. Araki nazwał Josepha „oszustem” w porównaniu do dżentelmena Jonathana, ponieważ Joseph stale szuka okazji, by wygrać, i robi szalone rzeczy bez wahania. Miało to na celu nie tylko stworzenie kontrastu między oboma bohaterami, ale także odpowiadać pragnieniu autora, by przekształcić fizyczne walki z części pierwszej w bardziej „intelektualne” pojedynki. Araki chciał, aby Joseph był bohaterem shōnen-mangi, który nagina zasady podczas walki, podobnie jak protagonista jego wcześniejszej serii Cool Shock B.T., wygrywając dzięki sprytowi i logice, zamiast tylko odwadze i wytrwałości.
Ponieważ nie był w stanie pokazać przyjacielskiej rywalizacji między Jonathanem a Dio Brando w części pierwszej, Araki wprowadził postać Caesara Zeppeliego, aby zaprezentować bardziej pozytywną przyjacielską rywalizację między nim a Josephem, mając na uwadze, że „Shūkan Shōnen Jump” jest magazynem z shōnen-mangą. Ponieważ Joseph i Caesar odziedziczyli linie krwi swoich dziadków, autor chciał połączyć ich indywidualne zdolności z ich nazwiskami. W związku z tym nadał Josephowi styl „oszusta”, a Caesarowi pozornie ulotne bańki, które miały symbolizować „jego los i ciężar, jaki dźwiga”. Ponieważ Araki nigdy nie był fanem dawania głównemu bohaterowi niepokonanej umiejętności, wolał obdarzać postacie broniami z wadami, które muszą rekompensować strategią. Zauważył, że kulisty kształt baniek pozwalał mu przekształcać je w dyski lub używać jako soczewek. Autor stwierdził również, że „sfery” te zostały odziedziczone zarówno przez Gyro Zeppeliego w Steel Ball Run, jak i przez Josuke Higashikatę w JoJolionie.
Araki stwierdził, że w tamtym czasie żeńskie postacie w shōnen-mandze były zazwyczaj słodkie i zaprojektowane jako „idealna kobieta mężczyzny”. Powiedział, że czytelnicy nie byli zainteresowani realistycznymi przedstawieniami kobiet, lecz raczej typem dziewczyny, która „chichocze podczas rozmowy,” a obok niej pojawiają się serduszka. Uważa, że to sprawiło, iż wojownicza Lisa Lisa wydawała się świeża i „niespotykana” zarówno w mandze, jak i w społeczeństwie, przyznając, że ekscytujące było rzucenie wyzwania oczekiwaniom ludzi dzięki jej postaci. Araki dodał również, że nadprzyrodzona natura walk w jego serii wyrównywała pole do popisu dla kobiet i dzieci w starciach z silnymi mężczyznami. Koncepcja, że wygląd nie ma znaczenia w nadnaturalnych bitwach, doprowadziła do wprowadzenia standów w Stardust Crusaders. Ponieważ mistrz hamonu z części pierwszej, Will A. Zeppeli, był bardzo łagodny, chciał nadać Lisie Lisie „sadystyczną” osobowość. Autor wzorował ją na bystrej i onieśmielającej dziewczynie z sąsiedztwa, która udzielała mu korepetycji w szkole podstawowej. Stwierdził również, że w tamtym czasie trudno było nakłonić japońskich czytelników do zapamiętania obco brzmiącego imienia, więc wybrał coś z powtarzającymi się sylabami. Powiedział także, że Lisa Lisa fonetycznie do pewnego stopnia przypomina język japoński.
Araki, potrzebując, aby ludzie z filaru przewyższali Dio, stwierdził, że musiał podnieść poprzeczkę do poziomu bogów, więc oparł ich wygląd na rzymskich posągach, egipskich sfinksach i japońskich posągach Niō, aby nadać im boskie cechy. Araki zaprojektował Karsa z turbanem, by podkreślić jego wyższą inteligencję oraz fakt, że jest królem grupy. Powiedział również, że gdyby porównać ludzi z filaru do Mito Kōmon, to Kars byłby Kōmonem, Esidisi – Suke-san, a Whamm – Kaku-san. Zdolność Karsa, błyszczące ostrze z kości, to „Tryb światła”, ponieważ Araki uznał, że błyszczące ostrze będzie boską techniką i wizualnie wyrazi, że pokonanie go jest niemożliwe. Spekulował, że wielu czytelnikom prawdopodobnie przypomniała się podobna technika Reskiniharden Saber Phenomenon z jego serii Baoh i przyznał, że aspekty dążenia Karsa do stania się istotą ostateczną nieco się z tym wcześniejszym dziełem pokrywają. Araki przyznaje także, że pod względem wizualnym, czerpie dużą przyjemność z rysowania połączenia ciała i ostrza jako czegoś, co jest możliwe tylko w mandze.

## Manga
Seria ukazywała się w magazynie „Shūkan Shōnen Jump” od 2 listopada 1987 do 27 marca 1989. Wydawnictwo Shūeisha zebrało jej 69 rozdziałów w 7 tankōbonach, wydawanych od 7 października 1988 do 9 października 1989. 18 kwietnia i 7 maja 2002 opublikowano 4-tomową edycję bunkoban. 7 grudnia 2012 i 5 stycznia 2013 wydana została dwutomowa edycja sōshūhen. Kolejna czterotomowa kolekcja z nowymi okładkami autorstwa Arakiego została wydana między 4 lutego a 2 maja 2014 jako część linii JoJonium wraz z pierwszą i trzecią częścią serii, Phantom Blood i Stardust Crusaders.
W Polsce edycja bunkoban została wydana w 2021 roku przez wydawnictwo Japonica Polonica Fantastica.

### Edycja tankōbon
| Nr | Data wydania (język japoński) | ISBN (język japoński)  |
| -- | ----------------------------- | ---------------------- |
| 6  | 7 października 1988           | ISBN 978-4-08-851062-0 |
| 7  | 6 grudnia 1988                | ISBN 978-4-08-851063-7 |
| 8  | 10 lutego 1989                | ISBN 978-4-08-851064-4 |
| 9  | 10 kwietnia 1989              | ISBN 978-4-08-851065-1 |
| 10 | 9 czerwca 1989                | ISBN 978-4-08-851066-8 |
| 11 | 10 sierpnia 1989              | ISBN 978-4-08-851067-5 |
| 12 | 9 października 1989           | ISBN 978-4-08-851068-2 |

### Edycja bunkoban
| Nr | Język japoński   | Język japoński     | Język polski | Język polski           |
| Nr | Data wydania     | ISBN               | Data wydania | ISBN                   |
| --- | ---------------- | ------------------ | ------------ | ---------------------- |
| 1 (4) | 18 kwietnia 2002 | ISBN 4-08-617787-0 | styczeń 2021 | ISBN 978-83-7471-834-9 |
| Lista rozdziałów - 45. Joseph Joestar w Nowym Jorku – część 1 (jap. ニューヨークのジョセフ・ジョースター その① Nyū Yōku no Josefu Jōsutā sono 1) - 46. Joseph Joestar w Nowym Jorku – część 2 (jap. ニューヨークのジョセフ・ジョースター その② Nyū Yōku no Josefu Jōsutā sono 2) - 47. Joseph Joestar w Nowym Jorku – część 3 (jap. ニューヨークのジョセフ・ジョースター その③ Nyū Yōku no Josefu Jōsutā sono 3) - 48. Straitso vs Joseph – część 1 (jap. ストレイツォVSジョセフ その① Sutoreitso bāsasu Josefu sono 1) - 49. Straitso vs Joseph – część 2 (jap. ストレイツォVSジョセフ その② Sutoreitso bāsasu Josefu sono 2) - 50. Straitso vs Joseph – część 3 (jap. ストレイツォVSジョセフ その③ Sutoreitso bāsasu Josefu sono 3) - 51. Straitso vs Joseph – część 4 (jap. ストレイツォVSジョセフ その④ Sutoreitso bāsasu Josefu sono 4) - 52. Straitso vs Joseph – część 5 (jap. ストレイツォVSジョセフ その⑤ Sutoreitso bāsasu Josefu sono 5) - 53. Człowiek z filara (jap. 「柱の男」 Hashira no otoko) - 54. Santana, człowiek z filara – część 1 (jap. 「柱の男・サンタナ」 その① „Hashira no otoko Santana” sono 1) - 55. Santana, człowiek z filara – część 2 (jap. 「柱の男・サンタナ」 その② „Hashira no otoko Santana” sono 2) - 56. Santana, człowiek z filara – część 3 (jap. 「柱の男・サンタナ」 その③ „Hashira no otoko Santana” sono 3) - 57. Santana, człowiek z filara – część 4 (jap. 「柱の男・サンタナ」 その④ „Hashira no otoko Santana” sono 4) - 58. Santana, człowiek z filara – część 5 (jap. 「柱の男・サンタナ」 その⑤ „Hashira no otoko Santana” sono 5) - 59. Santana, człowiek z filara – część 6 (jap. 「柱の男・サンタナ」 その⑥ „Hashira no otoko Santana” sono 6) - 60. Santana, człowiek z filara – część 7 (jap. 「柱の男・サンタナ」 その⑦ „Hashira no otoko Santana” sono 7) - 61. Santana, człowiek z filara – część 8 (jap. 「柱の男・サンタナ」 その⑧ „Hashira no otoko Santana” sono 8) - 62. Santana, człowiek z filara – część 9 (jap. 「柱の男・サンタナ」 その⑨ „Hashira no otoko Santana” sono 9) |                  |                    |              |                        |
| 2 (5) | 18 kwietnia 2002 | ISBN 4-08-617788-9 | marzec 2021  | ISBN 978-83-7471-835-6 |
| Lista rozdziałów - 63. Joseph Joestar w Rzymie (jap. ローマのジョセフ・ジョースター Rōma no Josefu Jōsutā) - 64. Czerwony kamień Aja (jap. エイジャの赤石 Eija no sekiseki) - 65. Tytani z zamierzchłych czasów – część 1 (jap. 太古から来た究極戦士 その① Taiko kara kita kyūkyoku senshi sono 1) - 66. Tytani z zamierzchłych czasów – część 2 (jap. 太古から来た究極戦士 その② Taiko kara kita kyūkyoku senshi sono 2) - 67. Tytani z zamierzchłych czasów – część 3 (jap. 太古から来た究極戦士 その③ Taiko kara kita kyūkyoku senshi sono 3) - 68. Tytani z zamierzchłych czasów – część 4 (jap. 太古から来た究極戦士 その④ Taiko kara kita kyūkyoku senshi sono 4) - 69. Tytani z zamierzchłych czasów – część 5 (jap. 太古から来た究極戦士 その⑤ Taiko kara kita kyūkyoku senshi sono 5) - 70. Śmiertelne zaręczyny (jap. 死の契約・結婚指輪 Shi no keiyaku uedingu ringu) - 71. Lisa Lisa i trening Fal – część 1 (jap. 波紋教師 リサリサ その① Hamon kyōshi Risa Risa sono 1) - 72. Lisa Lisa i trening Fal – część 2 (jap. 波紋教師 リサリサ その② Hamon kyōshi Risa Risa sono 2) - 73. Lisa Lisa i trening Fal – część 3 (jap. 波紋教師 リサリサ その③ Hamon kyōshi Risa Risa sono 3) - 74. Lisa Lisa i trening Fal – część 4 (jap. 波紋教師 リサリサ その④ Hamon kyōshi Risa Risa sono 4) - 75. Lisa Lisa i trening Fal – część 5 (jap. 波紋教師 リサリサ その⑤ Hamon kyōshi Risa Risa sono 5) - 76. Lisa Lisa i trening Fal – część 6 (jap. 波紋教師 リサリサ その⑥ Hamon kyōshi Risa Risa sono 6) - 77. Naprzód, Falowy mistrzu! (jap. 行け!波紋マスター Ike! Hamon masutā) - 78. Tryb płomieni Esidisi – część 1 (jap. 炎・流法 エシディシ その① Honō mōdo Eshidishi sono 1) - 79. Tryb płomieni Esidisi – część 2 (jap. 炎・流法 エシディシ その② Honō mōdo Eshidishi sono 2) |                  |                    |              |                        |
| 3 (6) | 7 maja 2002      | ISBN 4-08-617789-7 | maj 2021     | ISBN 978-83-7471-836-3 |
| Lista rozdziałów - 80. Tryb płomieni Esidisiego – część 3 (jap. 炎・流法 エシディシ その③ Honō mōdo Eshidishi sono 3) - 81. Podstępne szczątki – część 1 (jap. 忍びよる残骸 その① Shinobiyoru zangai sono 1) - 82. Podstępne szczątki – część 2 (jap. 忍びよる残骸 その② Shinobiyoru zangai sono 2) - 83. Kontratak grupy Stroheima – część 1 (jap. シュトロハイム隊の逆襲 その① Shutorohaimu-tai no gyakushū sono 1) - 84. Kontratak grupy Stroheima – część 2 (jap. シュトロハイム隊の逆襲 その② Shutorohaimu-tai no gyakushū sono 2) - 85. Kontratak grupy Stroheima – część 3 (jap. シュトロハイム隊の逆襲 その③ Shutorohaimu-tai no gyakushū sono 3) - 86. Tryb światła Karsa – część 1 (jap. 光・流法 カーズ その① Hikari mōdo Kāzu sono 1) - 87. Tryb światła Karsa – część 2 (jap. 光・流法 カーズ その② Hikari mōdo Kāzu sono 2) - 88. Samotna młodość Caesara – część 1 (jap. シーザー孤独の青春 その① Shīzā kodoku no seishun sono 1) - 89. Samotna młodość Caesara – część 2 (jap. シーザー孤独の青春 その② Shīzā kodoku no seishun sono 2) - 90. Samotna młodość Caesara – część 3 (jap. シーザー孤独の青春 その③ Shīzā kodoku no seishun sono 3) - 91. Samotna młodość Caesara – część 4 (jap. シーザー孤独の青春 その④ Shīzā kodoku no seishun sono 4) - 92. Samotna młodość Caesara – część 5 (jap. シーザー孤独の青春 その⑤ Shīzā kodoku no seishun sono 5) - 93. Samotna młodość Caesara – część 6 (jap. シーザー孤独の青春 その⑥ Shīzā kodoku no seishun sono 6) - 94. W hotelu-fortecy (jap. 要塞ホテルを登り切れ Yōsai hoteru o noborikire) - 95. Wiatr, rydwany i Whamm – część 1 (jap. 風と戦車とワムウ その① Kaze to sensha to Wamū sono 1) - 96. Wiatr, rydwany i Whamm – część 2 (jap. 風と戦車とワムウ その② Kaze to sensha to Wamū sono 2) |                  |                    |              |                        |
| 4 (7) | 7 maja 2002      | ISBN 4-08-617790-0 | lipiec 2021  | ISBN 978-83-7471-837-0 |
| Lista rozdziałów - 97. Wiatr, rydwany i Whamm – część 3 (jap. 風と戦車とワムウ その③ Kaze to sensha to Wamū sono 3) - 98. Wiatr, rydwany i Whamm – część 4 (jap. 風と戦車とワムウ その④ Kaze to sensha to Wamū sono 4) - 99. Wiatr, rydwany i Whamm – część 5 (jap. 風と戦車とワムウ その⑤ Kaze to sensha to Wamū sono 5) - 100. Wiatr, rydwany i Whamm – część 6 (jap. 風と戦車とワムウ その⑥ Kaze to sensha to Wamū sono 6) - 101. Wiatr, rydwany i Whamm – część 7 (jap. 風と戦車とワムウ その⑦ Kaze to sensha to Wamū sono 7) - 102. Wiatr, rydwany i Whamm – część 8 (jap. 風と戦車とワムウ その⑧ Kaze to sensha to Wamū sono 8) - 103. Wiatr, rydwany i Whamm – część 9 (jap. 風と戦車とワムウ その⑨ Kaze to sensha to Wamū sono 9) - 104. Waleczna dusza uniesiona wiatrem (jap. 風にかえる戦士 Kaze ni kaeru senshi) - 105. Co łączy Lisę Lisę i JoJo – część 1 (jap. リサリサとジョジョを結ぶ絆 その① Risa Risa to JoJo o musubu kizuna sono 1) - 106. Co łączy Lisę Lisę i JoJo – część 2 (jap. リサリサとジョジョを結ぶ絆 その② Risa Risa to JoJo o musubu kizuna sono 2) - 107. Ostatnie Fale JoJo – część 1 (jap. ジョジョ 最後の波紋 その① JoJo saigo no hamon sono 1) - 108. Ostatnie Fale JoJo – część 2 (jap. ジョジョ 最後の波紋 その② JoJo saigo no hamon sono 2) - 109. Istota doskonała – część 1 (jap. 超生物カーズ誕生 その① Chō seibutsu kāzu tanjō sono 1) - 110. Istota doskonała – część 2 (jap. 超生物カーズ誕生 その② Chō seibutsu kāzu tanjō sono 2) - 111. Ostatni gambit Josepha (jap. ジョセフ最後の賭け Josefu saigo no kake) - 112. Ten, który stał się bogiem (jap. 神となった男 Kami to natta otoko) - 113. Ten, który przekroczył Atlantyk (jap. 大西洋を越えて来た男 Taiseiyō o koetekita otoko) |                  |                    |              |                        |

## Light novel
Powieść autorstwa Ōtarō Maijō, zatytułowana Jorge Joestar, przedstawia historię tytułowego bohatera, ojca Josepha Joestara. Opisuje jego dzieciństwo na Wyspach Kanaryjskich oraz historię jako pilot w Royal Air Force. Przedstawia także alternatywną wersję Jorge’a, zamieszkałą w Japonii, która bada niezwykłe wydarzenia związane z alternatywnymi wymiarami. Książka została wydana 19 września 2012.

## Anime
5 lipca 2012 na konferencji prasowej z okazji 25. rocznicy powstania mangi Araki ogłosił, że trwają prace nad adaptacją anime, a premiera odbędzie się w październiku tego samego roku. W sierpniowym wydaniu magazynu Ultra Jump ukazały się ilustracje promocyjne przedstawiające Jonathana Joestara i Dio Brando, sugerujące, że anime rozpocznie się od pierwszej części serii, Phantom Blood. 16 września poinformowano, że za produkcję odpowiadać będzie studio David Production. Reżyserią zajęli się Naokatsu Tsuda i Kenichi Suzuki, scenariusz napisała Yasuko Kobayashi, a postacie zaprojektował Takako Shimizu, który pełnił także rolę dyrektora animacji. Muzykę do drugiej części serialu skomponował Taku Iwasaki. Anime było emitowane od 6 października 2012 do 6 kwietnia 2013, z czego fabuła Battle Tendency obejmuje odcinki 10–26. Motywem otwierającym jest „Bloody Stream” w wykonaniu Cody, natomiast końcowym „Roundabout” autorstwa brytyjskiego zespołu Yes.

## Odbiór
Rebecca Silverman z Anime News Network opisała Battle Tendency jako „mniej naglące” niż część 1, co pozwala na więcej humoru i szaleństwa, a jednocześnie umożliwia czytelnikom przywiązanie się do bohaterów. Pozytywnie odniosła się do faktu, jak bardzo różni się główny bohater, Joseph, od Jonathana z części pierwszej. Zwróciła jednak uwagę, że styl rysowania Arakiego stał się jeszcze bardziej „fizycznie nieprawdopodobny”, co utrudnia rozpoznanie części ciała.